# Nilo Murtinho Braga
Nilo Murtinho Braga, mais conhecido como Nilo (Belém, 3 de abril de 1903 — Rio de Janeiro, 7 de fevereiro de 1975), foi um futebolista brasileiro que se notabilizou em especial no Botafogo e também por América de Natal, Fluminense e Seleção Brasileira, com a qual esteve na primeira Copa do Mundo FIFA - inclusive no próprio jogo de estreia do Brasil na história do torneio.
Atacante de baixa estatura, tinha como características a velocidade, a habilidade dribladora e a facilidade de marcar gols com ambos os pés. Chegou a deter o recorde de gols do Campeonato Carioca de Futebol, e de modo que na década de 1950 tal marca ainda parecia insuperável, embora ele fosse modesto sobre esse feito; veio a ser superado apenas por Ademir de Menezes (por um gol a mais), Romário, Zico e pelo atual recordista, Roberto Dinamite. Os números de Nilo, somados ao início precoce da carreira, fizeram-lhe ser apelidado de "menino de ouro", embora viesse a ter uma trajetória marcada também pela longevidade.
Era tio da atriz Rosamaria Murtinho, ligação familiar que a influenciou a se tornar torcedora ilustre do Botafogo. João Saldanha creditava a Nilo boa parte da popularidade angariada nas primeiras décadas do século XX pelo clube no Estado do Pará, com a imprensa desse Estado chegando a reconhecer em 1927 que "a atuação de Nilo Murtinho no jogo de ontem causou entusiasmo aqui. De todos os jogadores vindos até Belém, foi Nilo o homem que mais tem prendido a atenção dos sportmen. É um jogador de raro valor".
Pode-se contabilizar em sua carreira pelo Botafogo 190 gols em 201 jogos, o que o torna, hoje, o maior artilheiro da história do clube se levarmos em consideração sua média de gols por partida (0,95 por jogo). Também destacou-se no antigo Campeonato Brasileiro de Seleções Estaduais, com títulos nos de 1924, 1925, 1927 e 1928 pela Seleção Carioca.

## Origem
A atriz Rosamaria Murtinho, sobrinha ilustre de Nilo, nasceu em Belém, mas mudou-se ainda com três semanas de vida ao Rio de Janeiro. O atleta, por sua vez, ora era referido como paraense, ora como carioca já de nascença, embora com família instalada no Pará - como em nota de O Imparcial que, em 1925, divulgara que "o consagrado centerforward carioca Nilo Murtinho Braga, do Fluminense F.C., embarcará para a capital do Estado do Pará (...). Nilo Murtinho, que vai a chamado do seu progenitor, o comandante Emmanuel Braga, capitão do porto do Estado nortista, ao que sabemos, vai demorar-se por algum tempo em Belém".
Seu pai, falecido em 1944, tinha Emmanuel Gomes Braga como nome completo. Era tenente na ocasião do nascimento de Nilo, cuja mãe chamava-se Magdalena do Amaral Murtinho. Ela, que passou a ser Magdalena Murtinho Braga, era filha de um senador, José Murtinho, representante de Mato Grosso em legislaturas entre 1912 e 1920, ainda ocupando o cargo no falecimento dela em 1916. Através desse avô, Nilo era parente também de outras personalidades dos três poderes do Império do Brasil e/ou da Primeira República Brasileira: José Murtinho era filho de outro José Murtinho, natural da Bahia, mas governador do Mato Grosso no século XIX; dentre outros filhos deste, estiveram Manuel José Murtinho, igualmente governador matogrossense e que foi ainda ministro do Supremo Tribunal Federal, e Joaquim Murtinho. Ocasionalmente referido como bisavô da atriz, Joaquim também foi senador por Mato Grosso, além de ministro nas presidências de Prudente de Morais e de Campos Sales.
No início da década de 1910, o pai Emmanuel Gomes Braga trabalhava no porto de Belém como capitão de corveta. A família mudou-se ao Rio de Janeiro quando Emmanuel foi nomeado em 1913 pela Marinha do Brasil para ser ajudante na capitania do porto dessa cidade. No decorrer da década de 1910, Emmanuel foi nomeado para ser capitão de porto no do Rio Grande do Norte, vindo Magdalena a falecer nesse Estado nordestino em fevereiro de 1916. Emmanuel deixou em outubro de 1918 esse posto, eventualmente regressando ao Pará; sua nomeação para exercer a capitania do porto de Belém deu-se em maio de 1923.
Quanto ao local de nascimento de Nilo, em 1929 o Jornal do Brasil atribuía a imprecisão a uma provocativa insinuação bairrista dos rivais de São Paulo: reportou "o valoroso player Nilo Murtinho Braga, um dos melhores forwards brasileiros, carioca de quatro costados, mas que os paulistas querem, a muque, transformar em paraense, porque esteve lá uma vez". Nilo virara alvo preferencial justamente por ser contínuo carrasco da Seleção Paulista no Campeonato Brasileiro de Seleções Estaduais, sendo descrito já em 1959 pelo jornal paulistano A Tribuna como "o dianteiro que o futebol paulista mais temeu em todos os tempos".
A rivalidade Rio-São Paulo estava bastante inflamada no final da década de 1920, desdobrando-se desde à convocação à Copa do Mundo FIFA de 1930 sem jogadores de equipes paulistas até o conflito armado da Revolução Constitucionalista de 1932; também fazia com que um mesmo veículo de imprensa ora publicasse uma versão do local de nascença de Nilo, ora de outra: também em 1959, o Jornal dos Sports publicou crônica segundo a qual "numa dessas polêmicas, descobriram, certa vez no Rio, que o Arthur Friedenreich, o El Tigre, não era paulista, que nascera em Santa Catarina, e que viera já taludinho para São Paulo. A represália dos paulistas não se fez tardar, e afirmou-se que Nilo Murtinho Braga, um dos futebolistas mais em evidência àquela época, não era carioca, e sim, paraense, tendo nascido, dizia-se, em Belém do Pará. A verdade sobre Arthur Friedenreich reestabeleceu-se logo, pois os paulistas publicaram uma certidão de nascimento provando - e aí vai um detalhe curioso - que o Friedenreich nascera à rua da Vitória, esquina da rua do Triunfo... Quanto ao Nilo, não surgiu atestado algum. Mas Nilo Murtinho Braga é carioca da gema. Nasceu à rua 19 de fevereiro, em Botafogo".
Contudo, na confessa ausência de certidão de nascimento de Nilo, pode extrair-se do mesmo Jornal dos Sports uma constatação contundentemente favorável à versão oposta: em 1931, para desfazer dúvida de um leitor, publicou-se ali que "constatamos que o grande crack é natural do Estado do Pará, muito embora se tenha 'diplomado' no football carioca. É que a inscrição do mesmo para o campeonato brasileiro de football cita o Pará como seu lugar de nascimento". O jornalista Mário Filho amparava essa corrente, contextualizando em 1957 que: "o mais comum era o jogador virar Paulista, como aquele médio do Bangu campeão de 33. Ou Mineiro, feito o centroavante do America de 28. Devia ser mineiro. De Paulista no futebol carioca só me lembro de um, de Mineiro também. E não faltaram paulistas e mineiros no futebol carioca. Mas geralmente eles se faziam aqui e ninguém ligava o Estado deles a eles. Quando veio para o Rio, Marcos de Mendonça, mineiro, não pensava em futebol. Amado Benigno era amazonense. Poucos, porém, sabiam disso. Nilo Murtinho Braga era paraense. Jogou, porém, no primeiro campeonato infantil que se organizou no Rio".
Posteriormente à crônica de 1959, o próprio Jornal dos Sports tornou a referir-se a Nilo, repetidas vezes, como "paraense"; antes, já havia se referido a ele até como alguém de origem "nordestina". Em 1931, em escala naval no Recife para viagem à Europa, Nilo enviou "uma afetuosa saudação a todos os esportistas paraenses", recebendo via telégrafo "os melhores votos de feliz êxito" do Clube do Remo, em outra notícia em que o Jornal dos Sports referiu-se a ele como nativo do Pará; Frederico Murtinho, irmão de Nilo e mais conhecido como "Fred", jogava neste clube em meados da década de 1920, inclusive integrando o elenco remista campeão paraense de 1925 e de 1926. Frederico foi o pai de Rosamaria.
Além de Frederico, Nilo teve como irmão Fernando Murtinho Braga. Os três chegaram a conviver juntos no Botafogo em 1919. Contudo, embora Frederico ainda praticasse futebol na década de 1920, Fernando logo veio a ser outro familiar a enveredar por longa carreira na administração pública; em seu caso, no Itamaraty, estabelecendo-se já em 1920 no consulado brasileiro de Norfolk. Nos anos seguintes, Fernando também trabalhou em representações diplomáticas brasileiras em Lyon (1925), no Chile (1926), em Montreal (1940) e em Oslo (1949), precisando agradecer à distância as condolências em 1944 pela perda do pai Emmanuel.

## Carreira em clubes

### Fluminense (infantil) e América-RN
Nilo iniciou-se no futebol no Curupaití, equipe infantil que treinava no estádio do Fluminense. Acabou integrando os infantis do próprio Fluminense e vencendo por este clube, em 1916, o campeonato carioca da categoria, o primeiro do tipo realizado no país.
Pouco depois, uma mudança provisória de sua família ao Rio Grande do Norte, em função de transferência militar do pai, propiciou que Nilo viesse a defender o América de Natal. Emmanuel Gomes Braga, o pai de Nilo, havia sido nomeado pela Marinha do Brasil para ser capitão do porto de Natal, cargo que ocupou até outubro de 1918.
Mesmo com apenas 15 anos de idade, Nilo consagrou-se no time adulto americano como autor do gol que valeu o título do primeiro campeonato potiguar da história, em pleno clássico com o ABC.

### Primeiros ciclos no Botafogo e no SC Brasil
Em 1919, regressado ao Rio de Janeiro, ingressou no então Botafogo Football Club, seu time do coração. O time possuía desde os primórdios expressivo contingente de paraenses, sendo campeão em 1910 com cinco no mesmo time titular - Abelardo de Lamare, Rolando de Lamare, Mimi Sodré (todos jogadores da Seleção Brasileira), Lauro Sodré Filho e Emanuel Sodré. Esses três eram filhos do próprio governador do Pará em 1919, Lauro Sodré, sendo Emanuel um dos fundadores do clube, em 1904. Abelardo e Rolando, por sua vez, descendiam de Joaquim Raimundo de Lamare,  governador do Pará no século XIX.
Nilo foi promovido diretamente do time C à equipe principal, sem passar pelo time B, salto que chegara a fazer desatentos perguntarem-se se ele teria sofrido alguma punição ao não o verem nos treinos do C. Estreou no elenco botafoguense adulto ainda tendo 16 anos de idade, no dia 7 de dezembro de 1919, em duelo Botafogo 2–0 Bangu. Fernando Murtinho e Frederico Murtinho, dois irmãos de Nilo, também foram futebolistas botafoguenses naquele ano.
Da ativa vivência de Nilo no Botafogo, há registros de 1920 até de sua participação como árbitro de tênis de mesa nas competições internas do clube. Contudo, em 1922, por causa de desentendimentos na política interna botafoguense, resolveu tomar uma atitude inusitada: transferiu-se para o Sport Club Brasil, da Série A da Segunda Divisão do Campeonato Carioca de Futebol, porque não gostaria de enfrentar seu clube do coração. Contudo, voltou ao "Glorioso" em 1923, permanecendo até agosto do mesmo ano. Foi o jogador que mais fez gols pelo Botafogo na competição estadual de 1923. No período de 14 de agosto a dezembro de 1923, atuou pelo S. C. Brasil novamente.

### Fluminense
Em 1924, com a saída de seu tio (Oldemar Amaral Murtinho) do Botafogo, ingressou no Fluminense por três anos. Nesse período, foi campeão e artilheiro do Carioca de 1924, marcando 28 gols neste campeonato (cinco deles, em plena estreia, em 6-5 contra o Bangu) e contribuindo ativamente para encerrar jejum que perdurava desde 1919 no Tricolor.
No total Nilo, marcou 60 gols em 42 jogos pelo time principal do Fluminense - uma média incrível de 1,43 gols por partida. Acabou por deixar o clube para atender chamado do pai, que requisitou sua presença no Pará.

### Ciclo vitorioso no Botafogo

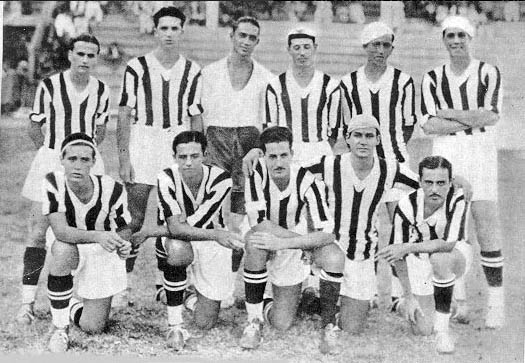
Botafogo campeão carioca de 1932. Nilo é o penúltimo agachado.

Retornou ao Botafogo em 1927. Nesse mesmo ano marcou trinta dos sessenta e sete gols da equipe no Campeonato Carioca, sagrando-se assim artilheiro do torneio pela segunda vez. Nesse mesmo torneio, fez quatro dos nove gols do Botafogo na goleada de 9–2 sobre o Flamengo, a maior goleada em clássicos entre os dois times - triunfo que serviu também de revanche exatamente à maior goleada do Flamengo nesse duelo, o 8-1 precisamente no encontro anterior entre ambos. Nilo acumulou ao todo dezoito gols no duelo, sendo o segundo maior artilheiro botafoguense no confronto, abaixo apenas dos 22 gols de Heleno de Freitas.
Ocasionalmente, também era árbitro do Campeonato Carioca de Basquete, havendo registros de 1928 dele desempenhando essa função em duelos de outras equipes. Em 1929, chegou a ser emprestado ao America para excursão feita pelos rubros (então detentores do título estadual de 1928) a Buenos Aires - nela, chegou a enfrentar a própria Seleção Argentina, sendo de Nilo o gol americano no empate em 1-1 contra uma seleção alinhada com Attilio Demaría, Juan Evaristo, Mario Evaristo e Bernabé Ferreyra, dentre outros.
Na década de 1930, Nilo fez então parte de uma das melhores equipes que já vestiram a camisa do Botafogo. Além de campeã carioca em 1930, aquela geração conseguiu por quatro vezes seguidas (de 1932 a 1935) o título estadual. Na campanha do tetra, Nilo fez sessenta e nove gols nos quatro torneios, sendo o artilheiro do clube em 1933 e 1934 e também o absoluto da competição de 1933, fazendo dezenove gols. Em meio ao tetracampeonato, ele também reforçou pontualmente o Vasco da Gama em excursão cruzmaltina à Europa, em 1931, contribuindo com nove gols em nove partidas, marcando sobre Celta de Vigo (duas vezes em 7-1), Benfica (5-0), Porto (3-1) e Sporting (duas vezes em 4-1), dentre outros.
Encerrou sua carreira em 16 de maio de 1938, num empate em 2–2 contra o Olaria. Quando parou de jogar, era o segundo maior artilheiro do Botafogo, abaixo apenas de Carvalho Leite. Foi eventualmente superado também por Heleno de Freitas, Garrincha e pelo vigente dono do recorde, o também paraense Quarentinha. Contudo, a média de gols de Nilo - 0,95 por partida - é superior a de todos estes: Quarentinha teve 0,69 gols por partida, Carvalho Leite teve 0,86, Garrincha teve 0,40 e a de Heleno ficou em 0,89.
Nilo também era o maior artilheiro da história do Campeonato Carioca de Futebol quando parou de jogar, marca que ainda mantinha até meados da década de 1950; seus 196 gols foram superados pelos 197 de Ademir de Menezes, pelos 233 de Romário, pelos 239 de Zico e pelos 284 de Roberto Dinamite. As artilharias em três edições (1925, 1927 e 1933) eram outro recorde de Nilo, quebrado apenas pelas seis de Zico (1975, 1977, 1978, os dois torneios de 1979 e 1982) e pelas sete de Romário (1986, 1987, 1996, 1997, 1998, 1999 e 2000). Já a marca de trinta gols em um só campeonato, na artilharia de 1937, foi superada somente pelos 39 de Sylvio Pirillo em 1941, pelos 31 de Ademir em 1949, pelos 34 de Zico no segundo estadual de 1979 e pelos 31 de Dinamite em 1981.
Ele nunca foi atleta profissionalizado, mesmo com o advento oficial do profissionalismo vindo a ocorrer no início da década de 1930; em 1934, o Botafogo era justamente o único clube de expressão a formalmente manter o amadorismo exigido pela Confederação Brasileira de Desportos.
Embora o Botafogo logo se adequasse ao profissionalismo oficializado, Nilo remunerava-se como servidor público da Caixa Econômica Federal, onde ingressou em 1936. Em 1952, chegou a lamentar por conhecer, dentre antigos futebolistas com quem convivia quando jogava, "dezenas de colegas que hoje nada possuem. Nunca fui profissional, mas os apoio inteiramente. Conheço dezenas de rapazes que estão, hoje, em situação lastimável, sem o menor amparo, sem a quem recorrer, vivendo, praticamente, da caridade dos amigos, depois de tantos anos de glória e dedicação aos clubes a que pertenceram. A maioria, depois da fase áurea, não sabia o que fazer, pois lhe faltava habilitações para um emprego. E como sempre, era apanhada, quase invariavelmente de surpresa. Nem todos têm a classe de um Domingos ou a previdência de um Ademir".
Em 1982, a revista Placar elegeu pela primeira vez um time dos sonhos do Botafogo. Dentre os votos que Nilo recebeu, estava o de João Saldanha, que havia visitado o Pará e, notando a larga comunidade local de botafoguenses, atribuía a Nilo a influência direta na decisão dos torcedores mais velhos que adotaram o clube.

## Seleção Carioca
Nilo também fez sucesso na Seleção Carioca. Com ela, venceu quatro vezes o antigo Campeonato Brasileiro de Seleções Estaduais, então bastante prestigiado, sendo a principal competição de futebol no país até a criação, em 1959, da Taça Brasil de Futebol deslocar o protagonismo nacional aos clubes.
Na primeira vez em que foi campeão brasileiro, em 1924, Nilo fez o gol do título, o único no duelo final contra a arquirrival Seleção Paulista; na segunda vez, em 1925, marcou o primeiro gol de novo triunfo em decisão contra São Paulo, dessa vez por 3–2 sobre a equipe de Arthur Friedenreich.
Atribuiu-se a perda da edição de 1926 (ganha pelos paulistas) precisamente pelo desfalque de Nilo, que estava sob inatividade do futebol, por passar desde 1925 temporadas no Pará residindo com sua família. Quando voltou ao Rio, consagrou-se imediatamente com novo título brasileiro com os cariocas em 1927, sendo também o artilheiro, com doze gols - o mais lembrado, deles, o de vinte metros de distância sobre Eurico Lara na semifinal contra o Rio Grande do Sul. Também ganhou a edição de 1928.

## Seleção Brasileira

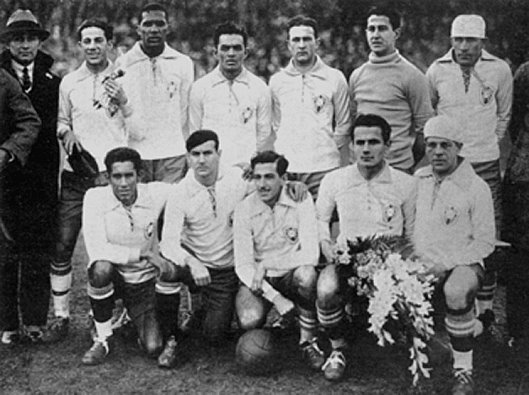
Seleção Brasileira na sua estreia na Copa do Mundo FIFA de 1930. Nilo é o segundo agachado.

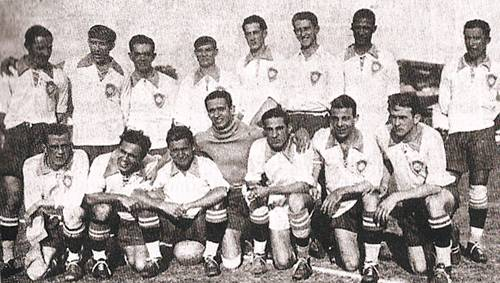
Seleção Brasileira em outra partida em 1930. Nilo é o quarto em pé. O último é Santana, também paraense.

No total pelo Brasil, atuou em 14 partidas oficiais, marcando onze vezes, e em cinco não-oficiais, com outros seis gols.
Estreou em 11 de novembro de 1923, contra o Paraguai. A partida, válida pela Copa América daquele ano, ocorreu no Parque Pereira, em Montevidéu, em derrota de 1–0 para o Paraguai. Seu primeiro gol deu-se no jogo seguinte, em derrota de 2–1 para a Argentina, em 18 de novembro, no mesmo estádio, também pelo torneio. Na sequência daquela Copa América, marcou outros dois gols - em vitória de 2–0 em revance com os paraguaios em 22 de novembro, e na derrota de 2–1 para o aniftirão Uruguai.
Ainda em 1923, Nilo disputou outras três partidas - a primeira, em caráter não-oficial, foi vitória de 9–0 sobre a seleção municipal da cidade uruguaia de Durazno, com dois gols dele, em 28 de novembro. Em 2 de dezembro, no Sportivo Barracas, marcou um dos gols de vitória de 2–0 sobre a Argentina, embora uma semana depois, em reencontro válido pela Copa Roca de 1923, os brasileiros terminassem derrotados pelo mesmo placar.
O jogo seguinte do Brasil tardou até 6 de dezembro de 1925, pela Copa América daquele ano, sediada em Buenos Aires e com participações somente de Brasil, Argentina e Paraguai. Presente, Nilo marcou um dos gols de vitória de 5–2 sobre o Paraguai. O placar teria relaxado alguns jogadores, que terminaram derrotados no compromisso subsequente por supostamente terem exagerado na boemia pelas casas portenhas de tango; a anfitriã Argentina venceu por 4–1 em 13 de dezembro, sendo de Nilo o chamado "gol de honra", inclusive tendo aberto o placar.
No segundo turno daquela Copa América, ele marcou um dos gols de vitória por 3–1 sobre o Paraguai em 20 de dezembro - um dos brasileiros presentes era Pamplona, curiosamente outro paraense de sucesso no Botafogo e chamado à Copa do Mundo FIFA de 1930, e que ali fez sua estreia pela seleção. O jogo seguinte, não-oficial, foi amistoso em 20 de dezembro contra o clube Newell's Old Boys, com Nilo marcando no empate em 2–2 em Rosário. Em 25 de dezembro, a Copa América foi decidida em novo Brasil x Argentina. Nilo fez um dos gols do empate em 2–2, que teria salvado a honra brasileira. Os visitantes chegavam a vencer por 2–0, resultado que igualaria ambas as seleções na tabela em pontos corridos e assim forçaria um jogo-extra, mas cederam o empate que bastava ao título argentino em jogo tumultuado romantizado como "guerra do Barracas".
Ausentando-se das demais Copa Américas ocorridas na década de 1920, o Brasil só faria quatro partidas até a Copa do Mundo FIFA de 1930, todas elas não-oficiais: sem Nilo, a Seleção voltou a campo em 1928, para um único jogo, contra o clube escocês Motherwell. Ele esteve nas três partidas seguintes: em 6 de janeiro de 1929, em São Januário, marcou na vitória de 5–2 sobre o Sportivo Barracas, então um clube expressivo no futebol argentino e que embarcava a uma exitosa viagem à Europa, com vitórias sobre Porto, Napoli, Lazio, Milan e Seleção Portuguesa. Em 24 de janeiro, também em São Januário, Nilo marcou duas vezes em 4–2 sobre o Rampla Juniors, que no fevereiro anterior havia assegurado o título do campeonato uruguaio de 1927.
Em 10 de julho de 1929, Nilo esteve em vitória de 2–0 nas Laranjeiras sobre o clube húngaro Ferencváros, última partida do Brasil antes da Copa do Mundo. No Mundial, por sua vez, ele só esteve na estreia, em derrota de 2–1 para a Iugoslávia em 14 de julho de 1930. As duas seleções formavam grupo que tinha somente a Bolívia como outro participante, vindo o triunfo iugoslavo sobre os bolivianos inutilizando a vitória brasileira sobre estes, limitando a participação do Brasil aos dois jogos da chave. A derrota na estreia foi atribuída em especial a uma má escalação ofensiva, com o trio de Nilo, Preguinho e Araken Patusca sendo composto por três jogadores mais habituados a jogar na meia-esquerda, ao passo que os dois centroavantes especializados do plantel - Russinho e Carvalho Leite - não foram utilizados.
A partida seguinte de Nilo pelo Brasil foi amistoso contra a França, nas Laranjeiras, em 1º de agosto, embora os Bleus considerem a partida como um jogo não-oficial contra o Fluminense, adversário originalmente programado que, segundo os franceses, teria excepcionalmente utilizado o uniforme brasileiro e contado com participações especiais de jogadores de outros clubes. Nilo Também fez-se presente em reencontro com os iugoslavos em 10 de agosto, em amistoso no mesmo estádio; esse foi precisamente o único jogo de outro paraense exitoso no futebol carioca, Santana, pela Seleção. Santana, curiosamente, havia jogado com Frederico Murtinho (o "Fred"), irmão de Nilo, no Remo. A vitória brasileira por goleada (4–1) sobre a mesma equipe que a havia praticamente eliminado da Copa semanas antes aumentou a impressão sobre a infelicidade do esquema tático usado na derrota.
Nilo, que não marcara gols pelo Brasil desde a partida contra o Rampla, teve somente mais uma aparição pela Seleção, quando então marcou duas vezes - os dois do 2–0 sobre o Uruguai pela Copa Rio Branco de 1931, nas Laranjeiras, em 6 de setembro de 1931. Segundo ele próprio, um de seus gols foi o predileto, inclusive por ter sido sobre um adversário recentemente campeão do mundo seguidas vezes. Levou à loucura o capitão adversário José Nasazzi: em meio a "cem palavrões", vociferava "como é que esse anão consegue passar por mim, marcar gols nas minhas barbas?".
Era esperada sua participação na Copa Rio Branco seguinte, em 1932, a ocorrer no estádio Centenario. Nilo, porém, desistiu. Na ausência dele para aquela ocasião é que Leônidas da Silva teve sua primeira oportunidade na seleção, protagonizando novo triunfo brasileiro sobre a temida Celeste. Embora o Botafogo viesse a ser a base da seleção para a Copa do Mundo FIFA de 1934, cedendo dez jogadores (incluindo os dois goleiros), e Nilo houvesse sido o artilheiro do campeonato carioca de 1933, Leônidas (então no Vasco da Gama) e também Waldemar de Brito (São Paulo) haviam se firmado como referências ofensivas para o Mundial.

## Títulos
América-RN
- Campeonato Potiguar: 1919

Fluminense
- Campeonato Carioca: 1924[2]
- Torneio Início: 1924 e 1925[58]

Botafogo
- Campeonato Carioca: 1930, 1932, 1933, 1934, 1935[2][104]
- Taça dos Campeões Estaduais Rio–São Paulo: 1931[105]

Seleção Brasileira
- Taça Rodrigues Alves: 1923
- Copa Confraternidad: 1923
- Copa Rio Branco: 1931[2]

Seleção Carioca
- Campeonato Brasileiro: 1924, 1925 e 1927

### Prêmios individuais
- Artilheiro do Campeonato Carioca: 1924 (28 gols), 1927 (30 gols) e 1933 (19 gols)[65]
- Artilheiro do Campeonato Brasileiro: 1924 (6 gols), 1925 (6 gols) e 1927 (12 gols)
- 5° Maior artilheiro do Botafogo: 190 gols[106]
- 5° Maior artilheiro do Campeonato Carioca: 196 gols[107]
- Maior Artilheiro da Seleção Carioca de Futebol: 52 gols[108]